# Seznam čeških filmskih režiserjev
Seznam čeških filmskih režiserjev (vključeni tudi Slovaki)

## A
- Karel Anton (prvi češki zvočni film)
- Biser Arichtev (bolg.-češ.)

## B
- Radek Bajgar
- Jan Balej (animator)
- Jaroslav Balík
- Stanislav Barabáš (Slovak)
- Jiří Barta (animator)
- Václav Bedřich (animator)
- Lubomír Beneš (animator) & sin Marek
- Paľo Bielik (Slovak)
- Václav Binovec
- Hynek Bočán
- Nataša Boháčková (animatorka)
- Tomáš Bojar (scenarist)
- František Antonín Brabec (animator...)
- Jiří Brdečka (animator)
- Zbyněk Brynych
- Jan Bubeníček (animator)
- Emil František Burian (1904–1959)
- Josef Vlastimil (Vlasta) Burian (1891-1962)

## C
- Jiří Chlumský (1958)
- Věra Chytilová (1929–2014)
- Milan Cieslar
- Miroslav Cikán (1896–1962)

## Č
- František Čáp (češ.-nem.-slovenski)
- Josef Čepelák (reportažni snemalec-dokumentarist)

## D
- Oldřich Daněk
- Vladislav Delong
- Karel Dodal (animator češ.-amer.)
- Martín Dolenský
- Pavel Dostál (dramaturg, scenarist, režiser?)
- Kristina Dufková
- Jiří Dvořák

## F
- František Filip
- Miloš Forman (češko-ameriški)
- Martin Fríč (1902-1968)

## G
- Saša Gedeon
- Denisa Grimmová (animatorka)

## H
- Hugo Haas
- Jan Haluza
- Dušan Hanák (Slovak)
- Karel Hašler
- Rudolf Havlík
- Ladislav Helge
- Otto Heller (direktor fotografije)
- Juraj Herz (slovaško-češki)
- Slávek Horák
- Martin Horský
- Jan Hřebejk
- Václav Hudeček (češki dramatik, gledališki in TV? režiser-tudi v slov.-Dekamenon)

## I
- Svatopluk Innemann
- Moris Issa (sirsko-češki)

## J
- Vlasta Janečková
- Miroslav Janek
- František Janoušek
- Petr Jarchovský (scenarist)
- Juraj Jakubisko (Slovak)
- Vojtěch Jasný
- Zdeněk Jiráský
- Jaromil Jireš
- Karl Junghans (nem.-češ.)
- Pavel Juráček

## K
- Antonín Kachlík
- Karel Kachyňa
- Ján Kadár (madžarsko-slovaškega rodu)
- Dušan Klein (slovaško-judovskega rodu)
- Aurel Klimt (slovaš. rodu?)
- Elmar Klos
- Vít Klusák
- Jan Stanislav Kolár (prv. Jan Josef Kohn)
- Marie (Máša) Kolárová
- Tereza Kopáčová
- Pavel Koutský (animator)
- Miloš Václav Kratochvíl (scenarist, gled. režiser...)
- Otomar Krejča
- Jiří Krejčík
- Václav Krška
- Ester Krumbachová (scenaristka, scenografka...)
- Jaroslav Kučera (snemalec - dir. fotogr.)

## L
- Karel Lamač (1897–1952)
- Robert Land (Liebmann) (avstr.-češ.)
- Dominik Landsman (scenarist)
- Stanislav Látal
- Oldřich Lipský

## M
- Gustav Machatý
- Miloš Macourek (scenarist)
- Tomáš Magnusek
- (Jan Malík : lutkar)
- Jan Malíř (direktor fotografije)
- Martin Mareček
- Václav Marhoul
- Antonín Máša
- Jiří Menzel (1938)
- Rudolf Merkner (scenarist)
- Vladimír Michálek
- Zdeněk Miler (animator)
- Vladimír Morávek
- Jaroslav Mottl (scenarist)

## N
- Marek Najbrt
- Jan Němec
- Petra Nesvacilová
- Petr Nikolaev
- Ivo Novák
- Josef Novák-Wajda
- David Jan Novotný
- Oldřich Nový

## O
- Olmo Omerzu (slovensko-češki)
- David Ondříček
- Miroslav Ondříček (1934-2015) (direktor fotografije-snemalec- češ.-ameriški)

## P
- Georg Wilhelm Pabst (Avstrija)
- Jaroslav Papoušek
- Ivan Passer (češ.-amer.)
- Irena Pavlásková
- Ladislav Pecháček (scenarist)
- Radek Pilař
- Jan Pinkava (animator)
- Theodor Pištěk
- Věra Plívová-Šimková
- Zdeněk Podskalský
- Břetislav Pojar (lutkar-animator)
- Jindřich Polák
- Marie Poledňáková
- Viktor Polesný
- Vlasta Pospíšilová (animatorka)
- Petr Poš
- Přemysl Pražský
- Viktor Preiss
- Jiří Procházka (scenarist)
- Maria Procházková
- Jan Prušinovský

## R
- Alfred Radok
- Karel Reisz
- Filip Remunda
- Alfréd Radok
- Filip Renč
- Martin Repka (nem.?)
- Jan Roth (snemalec?)
- Josef Rovenský
- Ladislav Rychman

## S
- Jan Schmidt
- Evald Schorm
- Ján Sebechlebský
- Robert Sedláček
- Andrea Sedláčková
- Norika Sefa (s Kosova)
- Jiří Sequens
- František David Skořepa
- Bohdan Sláma
- Jiří Slavíček
- Zdeněk Smetana (animator)
- Ladislav Smoljak
- Ondřej Sokol
- Peter Solán (Slovak)
- Olga Sommerová
- Jan Stallich (snemalec?)
- Karel Steklý
- Dan Svátek
- Jan Svěrák
- Jan Sviták
- Jiří Svoboda

## Š
- Jiří Šalamoun (risar, animator)
- Julius Ševčík
- Marko Škop (Slovak)
- Miroslav Šmíd?
- Miloslav (Miloš) Šmídmajer
- Jaromír Šofr (direktor fotografije)
- Radim Špaček
- Zuzana Špidlová (mož Šimon Špidla scenarist)
- Jan Šrámek
- Milan Šteindler
- Jiří Štěpnička
- Martin Štoll (dokumentarist)
- Martin Šulík (Slovak)
- Jan Švankmajer (tudi animator)
- Václav Švankmajer

## T
- Viktor Tauš
- Helena Třeštíková
- Jiří Trnka (animator)
- Ondřej Trojan
- Zdeněk Troška
- Vladimír Tuma (direktor fotografije; češko-slovenski)
- Zdeněk Tyc
- Hermína Týrlová (animatorka)

## U
- Max Urban
- Štefan Uher (Slovak)

## V
- Petr Václav
- Vladislav Vančura
- Otakar Vávra
- Jiří Vejdělek
- Václav Vich (snemalec?)
- Kristina Vlachová (scenaristka)
- František Vláčil
- Tomáš Vorel
- Václav Vorlíček

## W
- Václav Wasserman (scenarist)
- Anna Wimmerová
- Jiří Weiss

## Z
- Jan Zajíček
- Petr Zelenka
- Bořivoj Zeman (scenarist)
- Karel Zeman (tudi animator)
- Ondřej Zima (producent)